# تپه نوشیروان ۱
تپه نوشیروان ۱ در شهرستان سرپل ذهاب، بخش مرکزی، دهستان دشت ذهاب، ۷۵۰ متری شمال غرب روستای نوشیروان واقع شده و این اثر در تاریخ ۱۸ اسفند ۱۳۸۷ با شمارهٔ ثبت ۲۴۸۱۰ به‌عنوان یکی از آثار ملی ایران به ثبت رسیده است.